# Autospecială pentru stingerea incendiilor

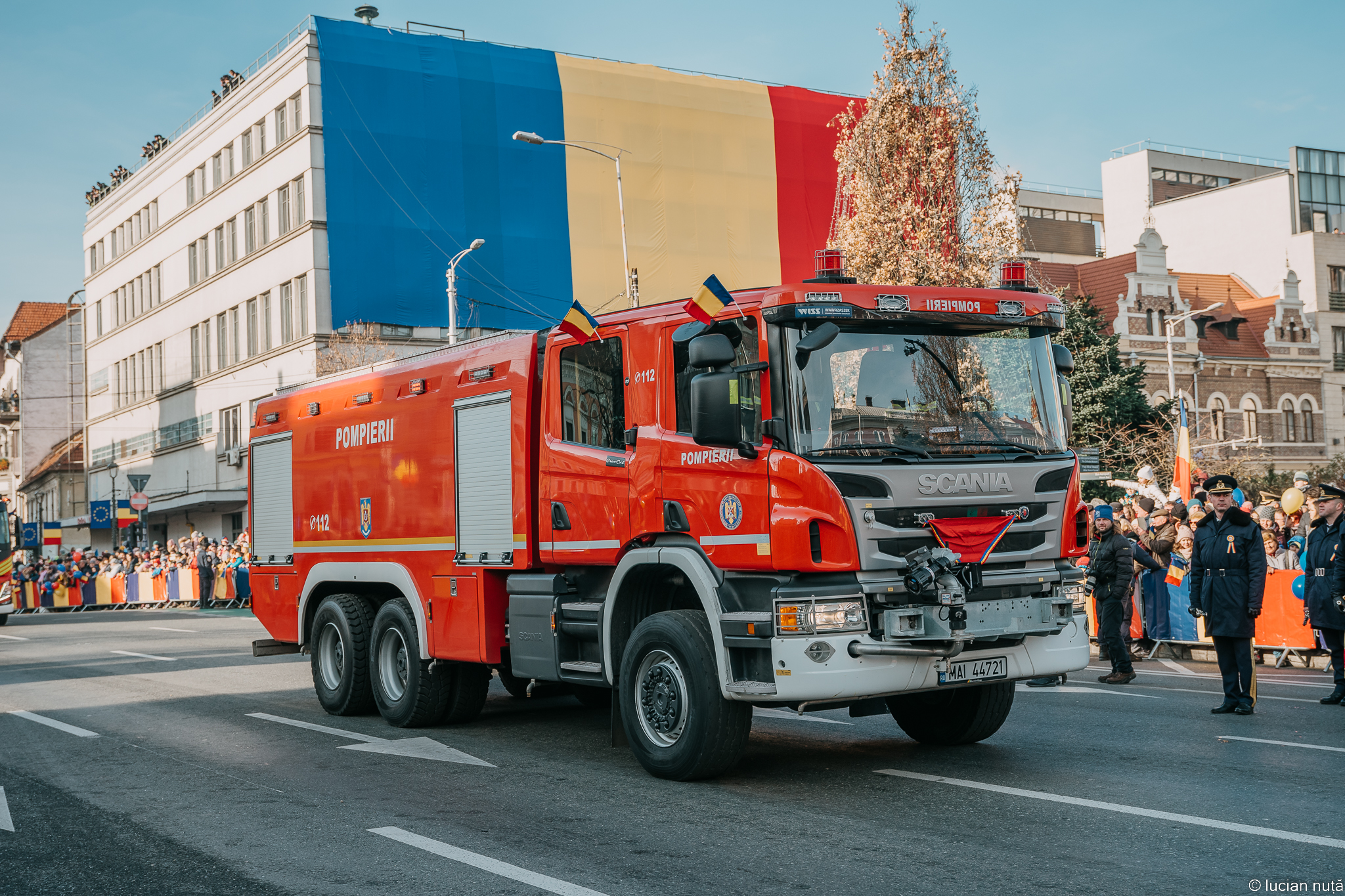
Autospecială pentru stingerea incendiilor la defilare în Cluj-Napoca

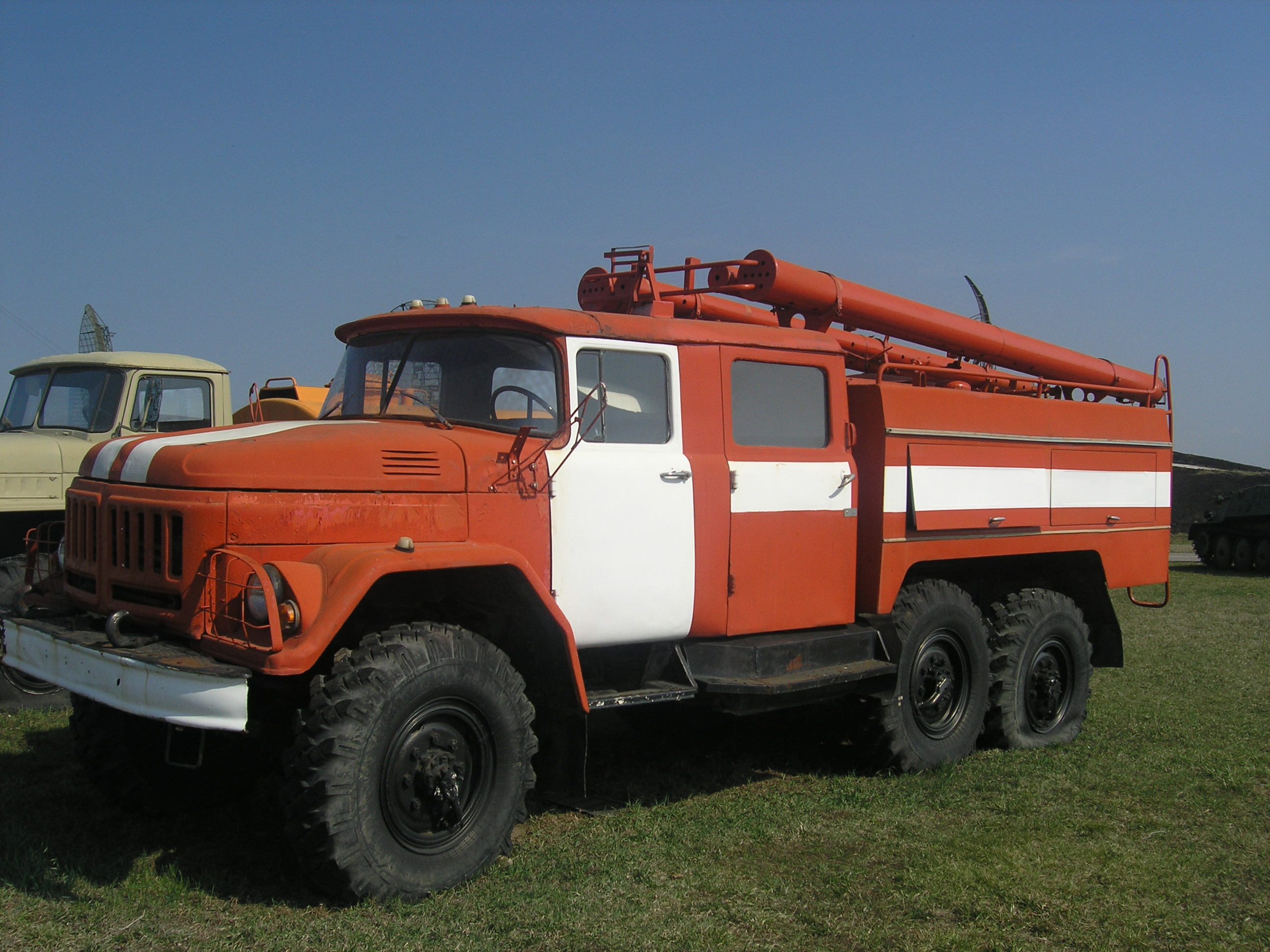
Autospecială rusească pentru stingerea incendiilor

O autospecială pentru stingerea incendiilor este un autovehicul dotat cu instalații și rezerve cu substanțe de stingere, destinat stingerii incendiilor.

## Clasificare
După tipul substanței de stingere, cu
- apă și spumă
- pulbere
- jet de gaze
- mai multe substanțe

După dotare (echipament)
- de intervenție
- auxiliare

Acronime în funcție de dotare
- Autospecială cisternă cu tun: APCT
- Autospecială cisternă de alimentare cu apă: APCA
- Autotun pentru stins incendii: ATI
- Autospecială pentru stins incendii cu spumă: ASPLS
- Autospecială  pentru stins incendii cu pulbere: ASPLP
- Autospecială cisternă cu tun: APCAT
- Autospecială de Prima Intervenție și Comandă (A.P.I.C.)

## Dotare

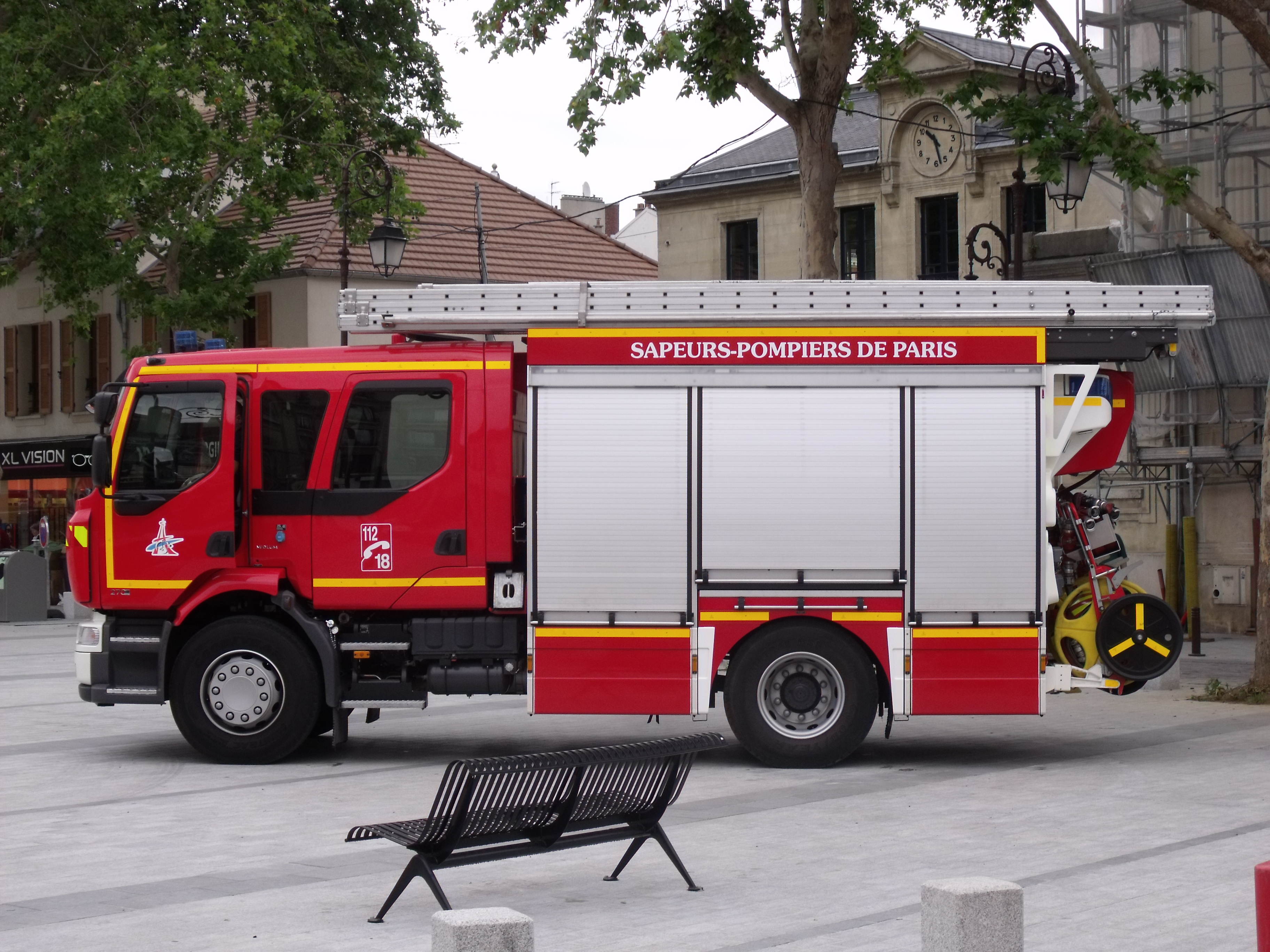
Autospecială (furgonetă) de stins incendii - Franța

Autospecialele pentru stingerea incendiilor sunt dotate după caz cu următoarele materiale specifice necesare la intervenții: furtune de refulare și racorduri tip A, B și C, țevi de refulare, diferite racorduri fixe și înfundate, aparate de respirat cu aer comprimat și măști de gaze, butelii de rezervă cu aer comprimat, cheie hidrant, cheie racorduri ABC, coardă de salvare, cot pentru furtun, distribuitor B-CBC, ejector ape mici, hidrant portativ , punți trecere peste furtun, rangă de oțel, reducție racorduri B – C, sorb cu sită, stingător cu pulbere tip P6, topor – târnăcop, toporaș, țeava universală  de refulare a apei perdea/jet, cască de pompier cu vizor din policarbonat care permite utilizarea măștilor, cizme de cauciuc, centură de siguranța PSI, costum de protecție cu jachetă, pantaloni, mănuși de piele și bocanci, costum de protecție anticaloric, pătură ignifugă, motopompă portabilă , grup electrogen.
Exploatarea, întreținerea, reviziile și reparațiile la autospeciale, se execută conform normelor tehnice emise de către Inspectoratul General pentru Situații de Urgență. 